# Денвілл Тауншип (Нью-Джерсі)
Денвілл Тауншип (англ. Denville Township) — селище (англ. township) в США, в окрузі Морріс штату Нью-Джерсі. Населення — 17 107 осіб (2020).

### Клімат
| Клімат : Денвілл Тауншип | Клімат : Денвілл Тауншип | Клімат : Денвілл Тауншип | Клімат : Денвілл Тауншип | Клімат : Денвілл Тауншип | Клімат : Денвілл Тауншип | Клімат : Денвілл Тауншип | Клімат : Денвілл Тауншип | Клімат : Денвілл Тауншип | Клімат : Денвілл Тауншип | Клімат : Денвілл Тауншип | Клімат : Денвілл Тауншип | Клімат : Денвілл Тауншип | Клімат : Денвілл Тауншип |
| Показник                 | Січ.                     | Лют.                     | Бер.                     | Квіт.                    | Трав.                    | Черв.                    | Лип.                     | Серп.                    | Вер.                     | Жовт.                    | Лист.                    | Груд.                    | Рік                      |
| Абсолютний максимум, °C  | 21,7                     | 23,3                     | 29,4                     | 33,9                     | 36,7                     | 37,2                     | 37,8                     | 37,8                     | 38,9                     | 30,6                     | 27,8                     | 23,3                     | 38,9                     |
| Середній максимум, °C    | 3,3                      | 5,0                      | 10,0                     | 16,1                     | 21,7                     | 26,7                     | 29,4                     | 28,3                     | 23,9                     | 18,3                     | 12,2                     | 6,1                      | 16,8                     |
| Середній мінімум, °C     | −7,8                     | −7,2                     | −2,8                     | 2,2                      | 7,8                      | 12,2                     | 15,0                     | 14,4                     | 10,6                     | 3,9                      | 0,0                      | −5                       | 3,7                      |
| Абсолютний мінімум, °C   | −26,7                    | −23,3                    | −20                      | −11,1                    | −2,8                     | 0,0                      | 4,4                      | 2,2                      | −2,8                     | −7,8                     | −15                      | −21,7                    | −26,7                    |
| Норма опадів, мм         | 114                      | 79                       | 112                      | 118                      | 129                      | 112                      | 134                      | 111                      | 135                      | 106                      | 111                      | 104                      | 1365                     |
| ------------------------ | ------------------------ | ------------------------ | ------------------------ | ------------------------ | ------------------------ | ------------------------ | ------------------------ | ------------------------ | ------------------------ | ------------------------ | ------------------------ | ------------------------ | ------------------------ |
| Джерело:                 |                          |                          |                          |                          |                          |                          |                          |                          |                          |                          |                          |                          |                          |

## Демографія
Згідно з переписом 2010 року, у селищі мешкало 16 635 осіб у 6432 домогосподарствах у складі 4507 родин. Було 6734 помешкання
Расовий склад населення:
| - 89,5 % — білих - 6,5 % — азіатів - 1,4 % — чорних або афроамериканців - 0,1 % — корінних американців |

До двох чи більше рас належало 1,7 %. Частка іспаномовних становила 5,3 % від усіх жителів.
За віковим діапазоном населення розподілялося таким чином: 23,7 % — особи молодші 18 років, 60,6 % — особи у віці 18—64 років, 15,7 % — особи у віці 65 років та старші. Медіана віку мешканця становила 43,4 року. На 100 осіб жіночої статі у селищі припадало 91,4 чоловіків;  на 100 жінок у віці від 18 років та старших — 87,9 чоловіків також старших 18 років.
Середній дохід на одне домашнє господарство  становив 130 283 долари США (медіана — 104 815), а середній дохід на одну сім'ю — 152 730 доларів (медіана — 119 258). Медіана доходів становила 78 264 долари для чоловіків та 66 464 долари для жінок. За межею бідності перебувало 1,8 % осіб, у тому числі 1,4 % дітей у віці до 18 років та 4,8 % осіб у віці 65 років та старших.
Цивільне працевлаштоване населення становило 9013 особи. Основні галузі зайнятості: освіта, охорона здоров'я та соціальна допомога — 26,1 %, науковці, спеціалісти, менеджери — 16,8 %, роздрібна торгівля — 10,1 %, фінанси, страхування та нерухомість — 9,5 %.